# Іштван Ковач (борець)
Іштван Ковач (угор. István Kovács; нар. 27 червня 1950, Надудвар, медьє Гайду-Бігар) — угорський борець вільного стилю, чемпіон та бронзовий призер чемпіонатів світу, срібний призер чемпіонату Європи, бронзовий призер Олімпійських ігор.

## Життєпис
Виступав за спортивний клуб «Шепель» Будапешт.

## Спортивні результати на міжнародних змаганнях

### Виступи на Олімпіадах
| Змагання                    | Збірна   | Вагова категорія          | Місце              |
| --------------------------- | -------- | ------------------------- | ------------------ |
| Літні Олімпійські ігри 1972 | Угорщина | вільна боротьба, до 82 кг | не вийшов із групи |
| Літні Олімпійські ігри 1972 | Угорщина | вільна боротьба, до 82 кг | 7                  |
| Літні Олімпійські ігри 1980 | Угорщина | вільна боротьба, до 82 кг | Бронза             |

### Виступи на Чемпіонатах світу
| Змагання                        | Збірна   | Вагова категорія          | Місце  |
| ------------------------------- | -------- | ------------------------- | ------ |
| Чемпіонат світу з боротьби 1977 | Угорщина | вільна боротьба, до 82 кг | Бронза |
| Чемпіонат світу з боротьби 1978 | Угорщина | вільна боротьба, до 82 кг | 4      |
| Чемпіонат світу з боротьби 1979 | Угорщина | вільна боротьба, до 82 кг | Золото |
| Чемпіонат світу з боротьби 1981 | Угорщина | вільна боротьба, до 82 кг | 6      |

### Виступи на Чемпіонатах Європи
| Змагання                         | Збірна   | Вагова категорія          | Місце  |
| -------------------------------- | -------- | ------------------------- | ------ |
| Чемпіонат Європи з боротьби 1974 | Угорщина | вільна боротьба, до 82 кг | 4      |
| Чемпіонат Європи з боротьби 1976 | Угорщина | вільна боротьба, до 82 кг | 5      |
| Чемпіонат Європи з боротьби 1977 | Угорщина | вільна боротьба, до 82 кг | 6      |
| Чемпіонат Європи з боротьби 1978 | Угорщина | вільна боротьба, до 82 кг | 5      |
| Чемпіонат Європи з боротьби 1979 | Угорщина | вільна боротьба, до 82 кг | Срібло |

### Виступи на інших змаганнях
| Змагання                           | Збірна   | Вагова категорія          | Місце  |
| ---------------------------------- | -------- | ------------------------- | ------ |
| Гран-прі Німеччини з боротьби 1980 | Угорщина | вільна боротьба, до 82 кг | Бронза |
| Гран-прі Німеччини з боротьби 1981 | Угорщина | вільна боротьба, до 82 кг | 11     |